# Agenda VR3

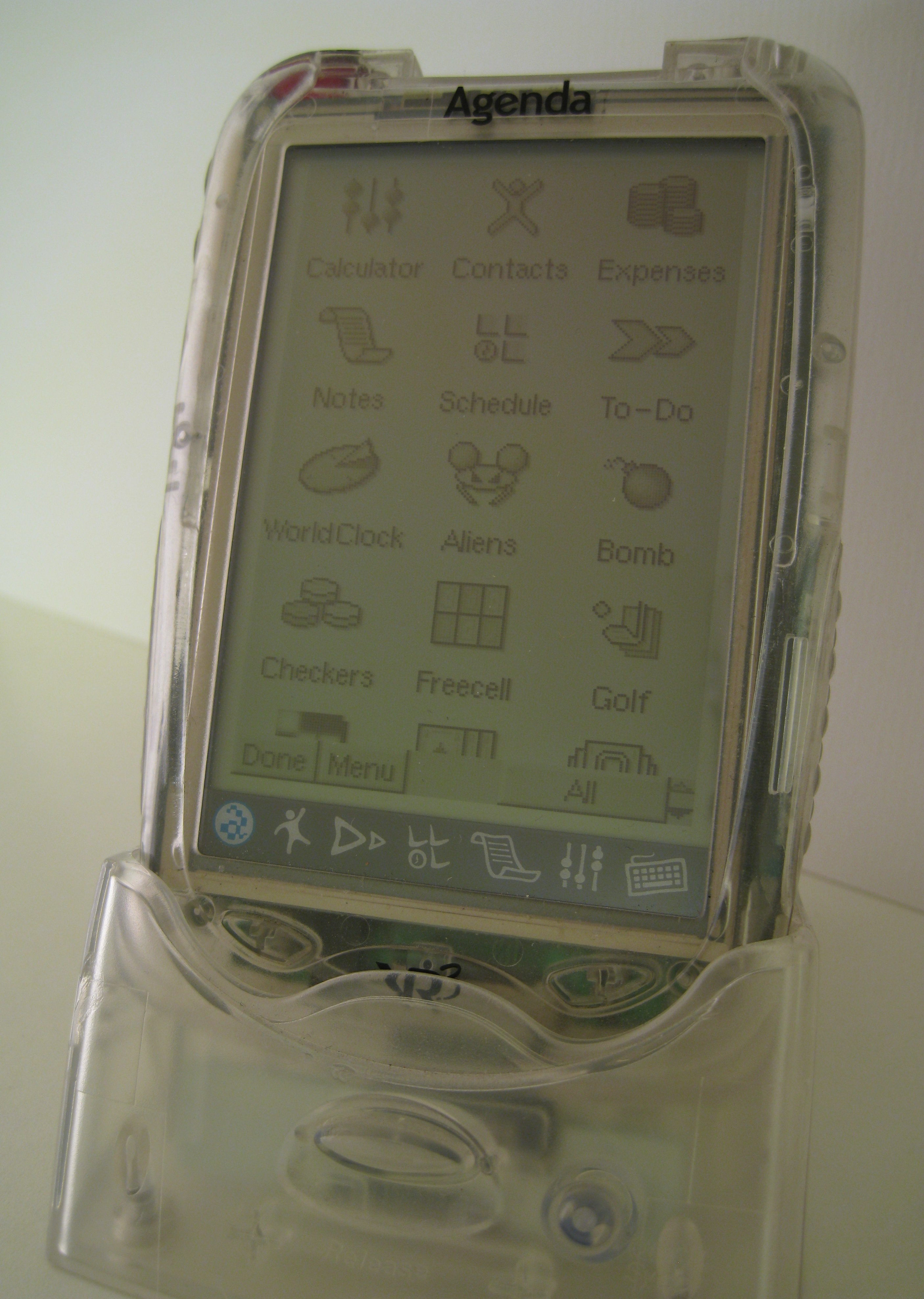
Un Agenda VR3.

 (janvier 2015).
L'Agenda VR3 fut en 2000 une première tentative de commercialiser un ordinateur de poche tournant sous Linux.
L'équipe de développement a fait beaucoup d'efforts pour faire tourner Linux, X11 et des programmes en C++ sur un processeur Mips à 66 MHz avec seulement 8 Mo de mémoire vive.
Les machines qui lui ont succédé avec plus de succès comme les Zaurus sont équipées de bien plus de mémoire et de processeurs bien plus puissants.